# مارتن أكوغليان
مارتن «ماركوس» أكوغليان (الأرمينية: Մարտին "Մարկոս" Ակողլյան؛ من مواليد 6 مارس 1958 في يريفان)، هو الفنان الأرمني.

## السيرة الذاتية
ولد أكوغليان في 6 مارس 1958، يريفان، أرمينيا. بين 1974-1977، درس في كلية الفنون بعد بانوس تيرليميزيان، قسم الرسم. منذ عام 2000 وهو عضو في نقابة الفنانين في أرمينيا، 2004 - عضو في رابطة الرسامين «كيربار» وعضو في رابطة الرسامين «مايراكاغاك» («رأس المال»).
يتم عرض أعمال أكوغليان في متحف يريفان للتاريخ ومتحف لاتشين الحكومي (آرتساخ) ومتحف ولاية نويمبران. يتم عرض العديد من الأعمال في «معرض وينتوورث» في الولايات المتحدة، في مجموعات خاصة من إنجلترا وكندا وإسرائيل وفرنسا وروسيا ولبنان وفي بلدان أخرى وفي مجموعات خاصة من مايك بارويان (سويسرا)، فلاديسلاف كوزنيتسوف (موسكو)، أوليغ باباجانيان (يريفان) وجان ماري بوسي (شاردوناي) وسيكسيو بينو (باليرمو).

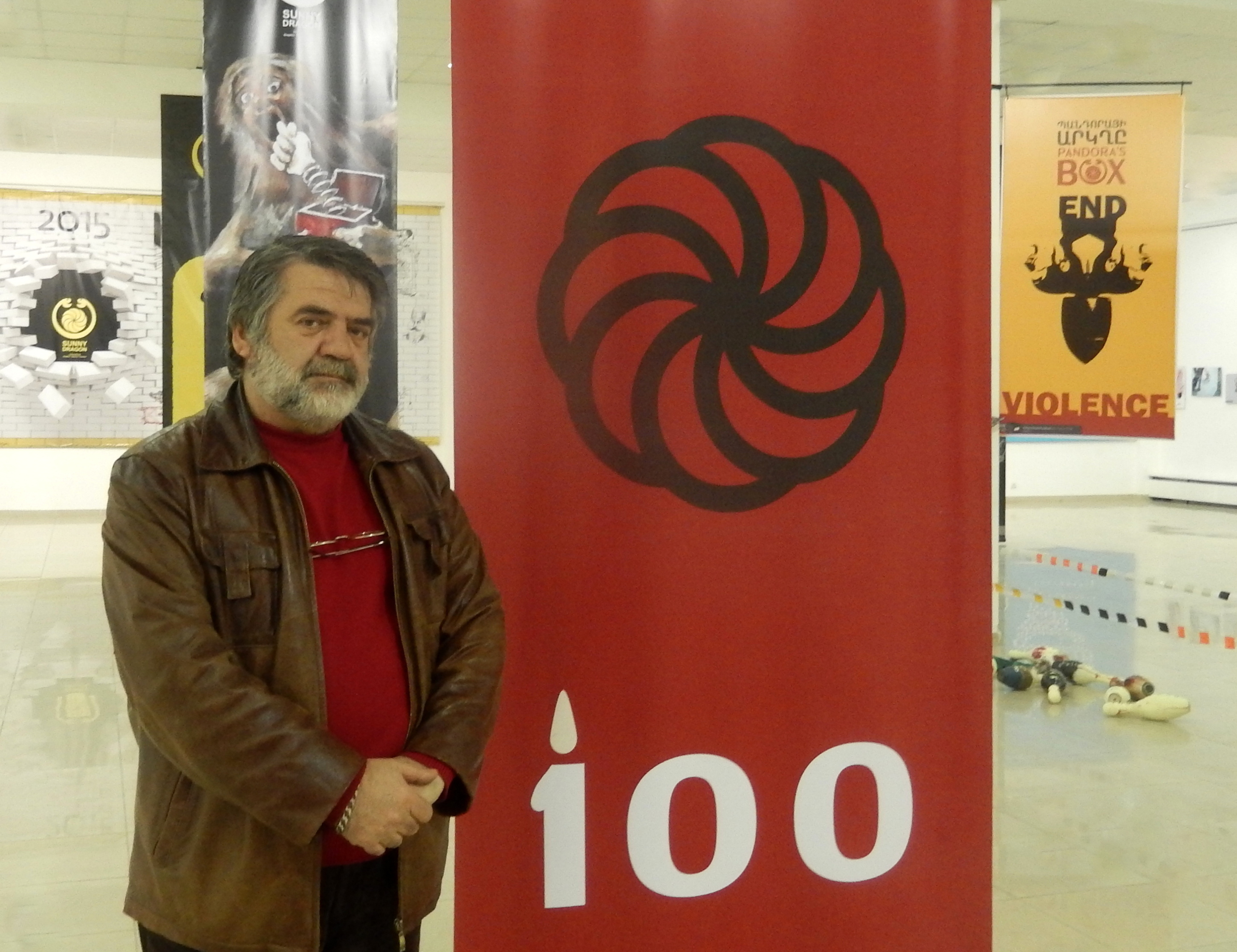

## المعارض
منذ عام 1978 شارك مارتن أكوغليان في العديد من المعارض.

### المعارض الجماعية
- 1997 - 2000 المشاركة في العديد من المعارض.
- 2001 «دانتي في الفن الأرمني»، رافينا، إيطاليا.
- 2001 «كريستيان ارمينيا» المكرسة للذكرى 1700 للمسيحية، يريفان.
- 2003 أرتساخ، بيردزور.
- 2009 معرض مكرس لذكرى 2791 يريفان، مجلس مدينة يريفان.

### رابطة «كيربار»
- 2004 باريس (مركز سال دراك) - مركز المزاد
- 2007 مركز الفنون الشعبية، يريفان
- 2007 مركز تيكيان للفنون، يريفان

### جمعية «الفنانين الأرمن في العالم»
- 2010 معرض مكرس لذكرى 2150 لمعرض تيجران الكبير، المتحف الوطني الأرمني.
- 2011 معرض مكرس لذكرى 1050 من العاني.
- 2011 «ألوان أرمينيا»، مصر.
- 2010 "ألوان الربيع من "سيونيك"، يريفان، مؤسسة "بايونك" و «لورفا دزور» الاتحاد الوطني
- 2011 «لوحة أرمينية»، ندوة دولية بمشاركة الفنانين الأرمن والروس والبيلاروسيين وأرمينيا وأرتساخ ومؤسسة «بيونيك» ورابطة «لورفا دزور» الوطنية.
- 2012 «لوحة أرمنية»، أوزون، مؤسسة «بيونيك» و «لورفا دزور» الاتحاد الوطني.

## معارض فردية
- 2007 مركز هاي للفنون، يريفان.
- 2012 مركز هاي للفنون، يريفان.
- 2016 معرض جوريس البلدية.

## معرض

"WE"، المكرسة لمئوية الابادة الجماعية الأرمنية، 2015"WE"، المكرسة لمئوية الابادة الجماعية الأرمنية، 2015
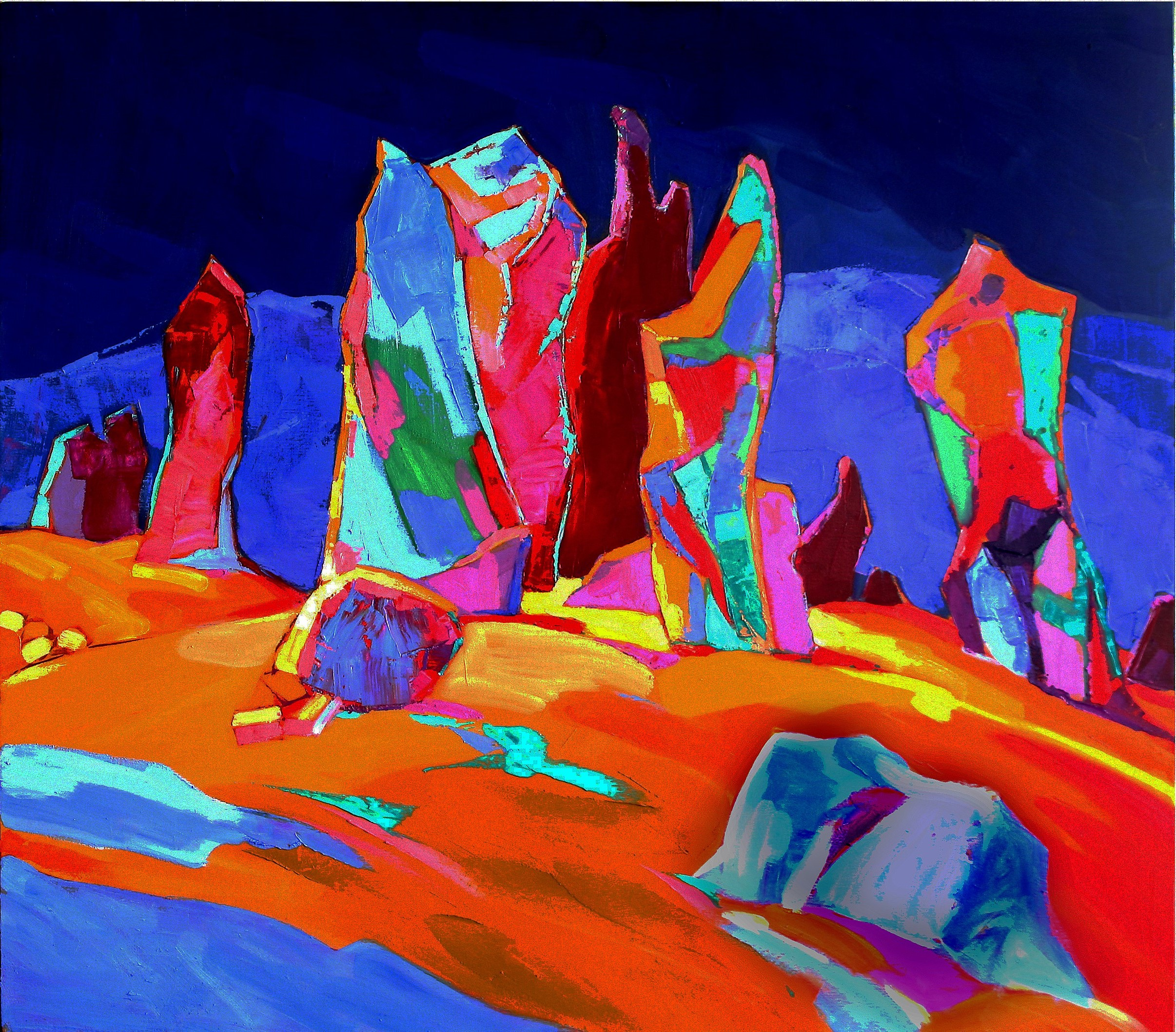
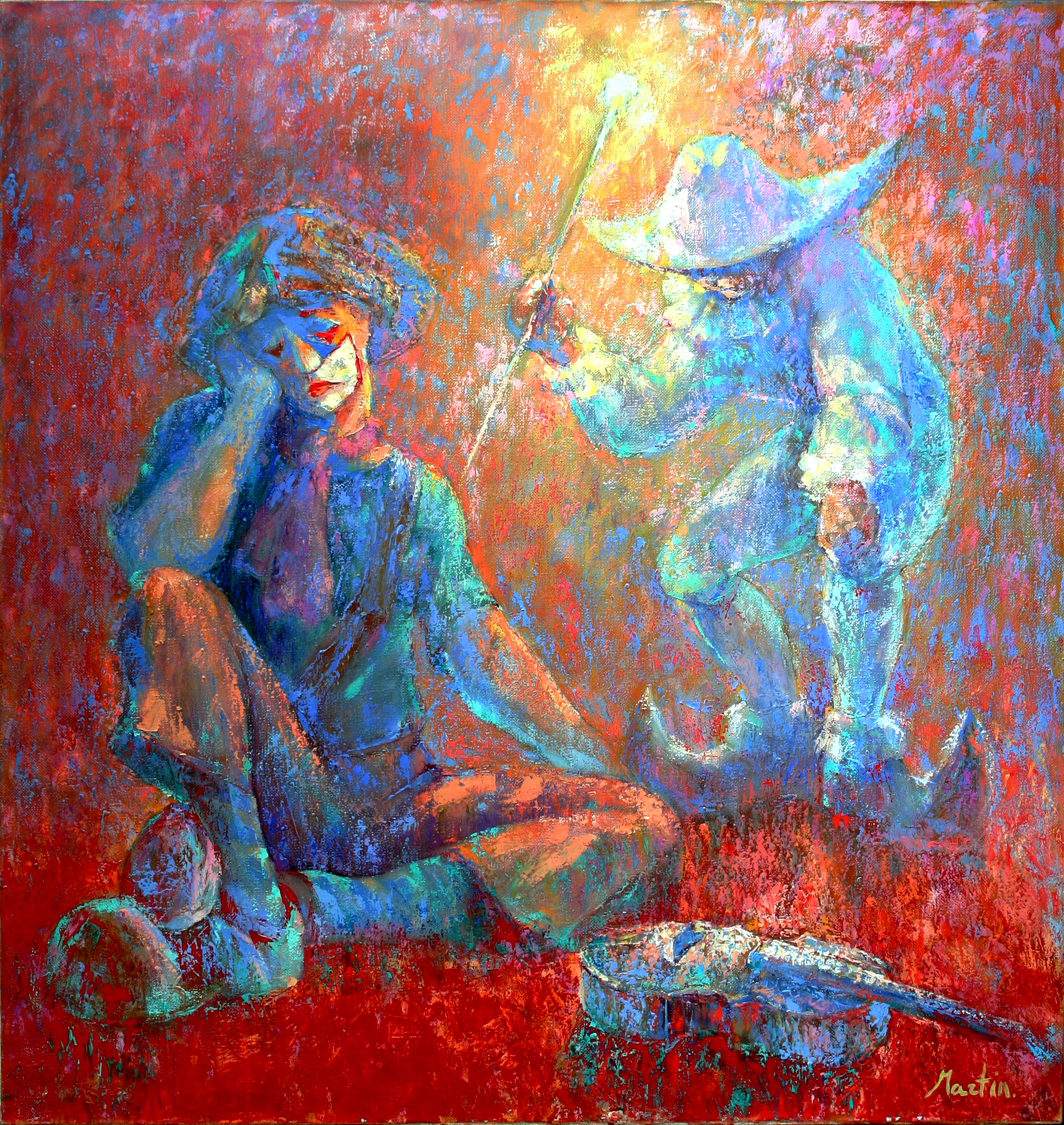
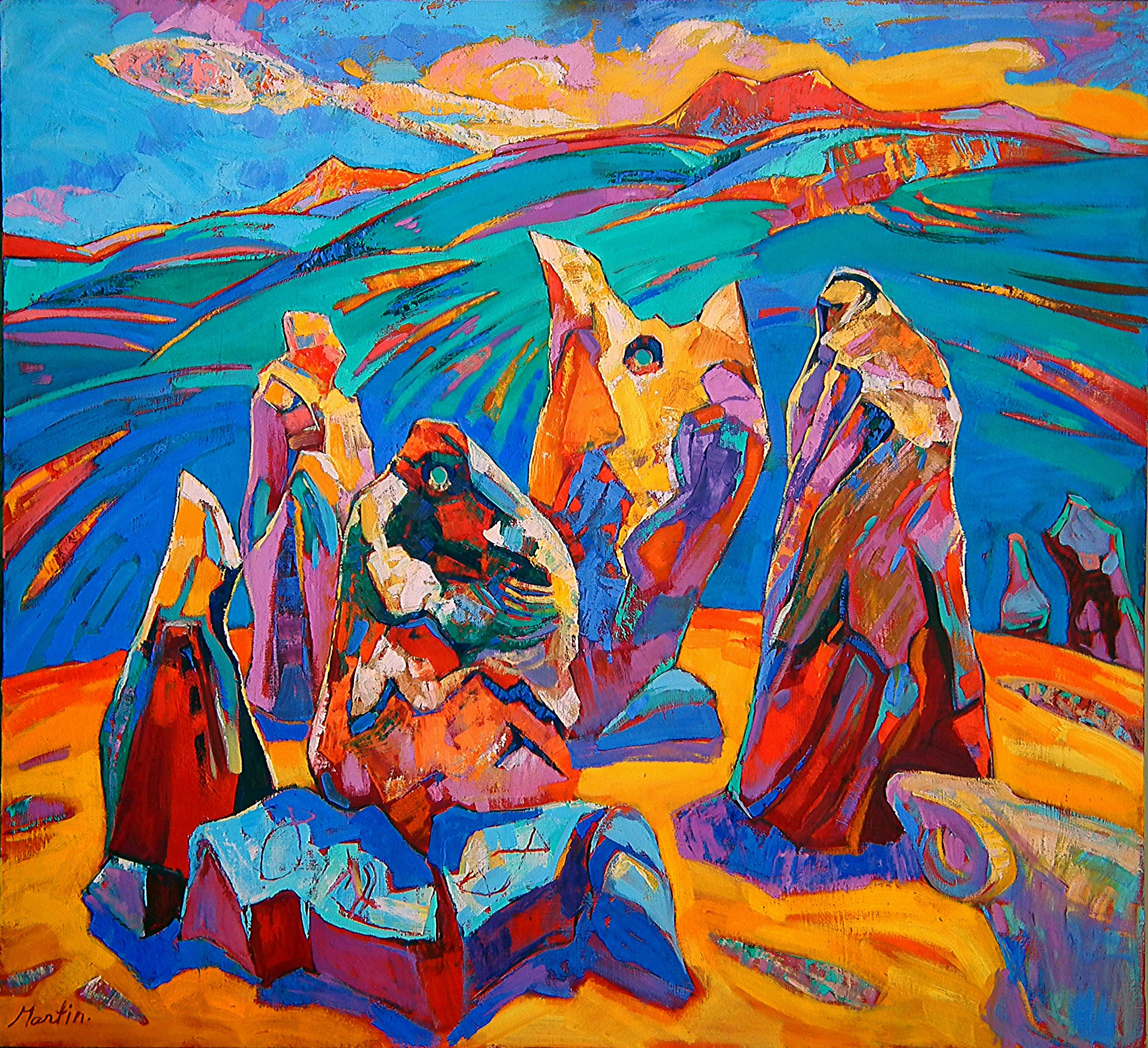

- ملف:Martin Akoghlyan's art works11.JPG
- ملف:Martin Akoghlyan's art works11 (2).JPG
- ملف:Martin Akoghlyan's art works11 (3).JPG
- ملف:Martin Akoghlyan's art works11 (1).JPG
- ملف:Martin Akoghlyan's art works11 (4).JPG
- ملف:Martin Akoghlyan's art works11 (5).jpg
- ملف:Martin Akoghlayn's art works 22 (1).JPG
- ملف:Martin Akoghlayn's art works 22 (2).JPG
- ملف:Martin Akoghlayn's art works 22 (3).JPG
- ملف:Martin Akoghlayn's art works 22.JPG
- ملف:Martin Akoghlayn's art works 22 (4).JPG
- ملف:Martin Akoghlyan art works 33 (2).JPG
- ملف:Martin Akoghlyan art works 33 (1).JPG
- ملف:Martin Akoghlyan's art works 44 (3).JPG
- ملف:Martin Akoghlyan's art works 44 (4).JPG
- ملف:Martin Akoghlyan's art works 44 (2).JPG
- ملف:Martin Akoghlyan's art works 44.JPG
- ملف:Martin Akoghlyan's art works 44 (5).JPG
- ملف:Martin Akoghlyan's art works 55 (3).JPG
- ملف:Martin Akoghlyan's art works 55.JPG
- ملف:Martin Akoghlyan's art works 55 (1).JPG
- ملف:Martin Akoghlyan's art works 55 (2).JPG